# The Fighting Temptations
The Fighting Temptations (bra: Resistindo às Tentações; prt: O Menino de Coro) é um filme estadunidense, uma comédia romântica de 2003 dirigida por Jonathan Lynn e produzida pela Paramount Pictures e MTV Films. Gravado no estado de Geórgia, Estados Unidos, o filme é protagonizado pelo ator americano Cuba Gooding, Jr. e pela cantora Beyoncé Knowles; o ator Steve Harvey e a cantora Faith Evans fazem uma participação no filme.

## Elenco
- Cuba Gooding, Jr. como Darrin Hill
- Beyoncé Knowles como Lilly
- Mike Epps como Lucious
- LaTanya Richardson como Paulina Lewis-Pritchett
- Wendell Pierce como Reverend Paul Lewis
- Faith Evans como MaryAnn Hill
- Lourdes Benedicto como Rosa Lopez
- Ann Nesby como Aunt Sally Walker
- Dakin Matthews como Mr. Fairchild
- T-Bone como Briggs (presidiário #1)
- Montell Jordan como Mr. Johnson (presidiário #2)
- Eddie Levert como Joseph
- Angie Stone como Alma
- Melba Moore como Bessie Cooley
- Rue McClanahan como Nancy Stringer
- Zane Copeland, Jr. como Derek
- Dave Sheridan como Bill The Mechanic
- Lou Myers]]omo Homer
- Faizon Love como Luther Washington (Prison Warden)
- Darrell Vanterpool como Dean
- Eric Nolan Grant como Samuel
- Walter Williams Sr. como Frank
- Steve Harvey como Miles the DJ

## Trilha sonora
A trilha sonora do filme foi lançada um pouco antes do filme ser lançado oficialmente, o álbum da trilha sonora possui todas as músicas que aparecem no filme, apenas a música "Come Back Home" não foi incluída na trilha sonora do filme. A música "Summertime" não aparece no filme, mais foi incluída na trilha sonora.
No dia 7 de julho de 2004 o álbum foi certificado como disco de ouro pela Recording Industry Association of America responsável pelo mercado fonográfico dos Estados Unidos.